# Vígľašský zámek
Vígľašský zámek (maďarsky Véghles) je hrad přestavěný na zámek u vsi Vígľaš v okrese Detva v Banskobytrickém kraji na Slovensku. Založen byl ve 14. století a v 16. století hrál významnou roli v protitureckých bojích, byla zde udržována stálá vojenská posádka, kterou vedli královští kapitáni. V roce 1945 byl těžce poškozen a vyhořel. Od té doby postupně chátral. V roce 1980 proběhla částečná rekonstrukce vnějšího opevnění, nebyla však ukončena. V roce 2009 se začala nákladná rekonstrukce a v současnosti je z něj moderní hotel.

## Historie

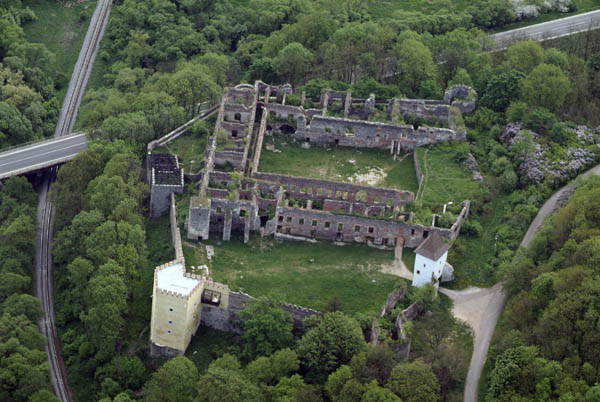
Zříceniny zámku před rekonstrukcí

První písemná zmínka o klášteře ve Víglaši pochází z roku 1299 (arx Vigles), kdy patřil řádu templářů a později Johanitům (Maltézským rytířům).[zdroj⁠?!] Hrad je doložen pod tehdejším názvem Liget v letech 1368–1381, kdy na něm často pobýval král Ludvík I. Veliký. Z roku 1406 pochází doklad o panství, kterým je listina krále Zikmunda, vydaná na hradě Víglaši (in castro nostro Wegles). V roce 1424 daroval král Zikmund Lucemburský hrad Víglaš s panstvím své manželce Barboře. V té době spravoval hrad kastelán Martin Céke (Márton Czeke) a podkastelán Petr Čeri (Peter Cheri). Hrad byl pak často dáván uherskými panovníky do zástavy.
Po smrti Barbory hrad s panstvím získala dcera královna Alžběta Lucemburská, která ho v roce 1441 darovala do užívání pomořanskému rytíři Jodokovi, kapitánovi vojska Jana Jiskry z Brandýsa (Jodok capitaneus castri Wegles, též německy Jodok Hauptmann zu Wegles). Jodok se později přidal na stranu Jánoše Hunyadiho, který mu panství Vígľaš nejen ponechal, ale také mu udělil uherský šlechtický titul, takže začal používat predikát „de Wegles” (z Víglaše). Po něm zdědil hrad jeho syn Ondřej. V roce 1454 obdržel od vdovy po Albrechovi II. Alžběty rakouský nejvyšší dvorský komoří Albrecht z Ebersdorfu dvě dolnouherská panství: Zvolen (Altt Sol) a Víglaš (Wyglesch). Vedle těchto panství držel i dolnorakouské panství Gramatneusiedl. V roce 1505 je zmíněn nový zástavní majitel panství Víglaše Blažej Raška a v roce 1518 jeho syn Gašpar (až do roku 1526). Jádro gotického hradu tvořila tři obytná křídla okolo obdélníkového nádvoří (východní bylo dvoupatrové) a na severozápadní straně věž. Jižní stranu tvořila opevněná zeď. Archeologům se podařilo lokalizovat také hradní kapli. Součástí víglašského majetku byly obce Čerín, Čerín-Čačín, Horná Mičiná, Hrochoť, Lehota (snad), Očová, Sebedín-Bečov, Zvolen-Zolná, Zvolenská Slatina, Zvolenská Slatina-Slatinka a mýto pod hradem.
V době tureckých válek (1554 až 1663) vzdoroval četným nájezdům Turků při obraně středoslovenských báňských měst a víglašské posádce se dařilo turecké nájezdy odrážet. Tehdy byl hrad opevněn a přibyly čtyři obranné bašty. Ze třech stran byl chráněn přírodním srázem a na jižní straně hradním příkopem. Hlavní brána v čtyřboké věži měla padací most. Až v roce 1605 se Víglaše zmocnila Bocskayova vojska, roku 1619 jej zabral Bethlen Gábor a v roce 1678 Imrich Tököly.
V roce 1636 se dostal víglašský královský majetek do soukromého držení uherského šlechtického rodu Csákyovců, kdy jej zakoupil uherský gróf Ladislav Csáky. Ten nechal vybudovat novou ves Detvu. V roce 1690 panství koupil knížecí rod Esterházyů. Panství víglašské bylo administrativně začleněno do správní organizace esterházyovských statků, které byly rozděleny na 7 distriktů, jež byly spravovány prefektorským úřadem. Víglaš patřil k prefektorátu bytčanskému, jehož sídlem byl většinou Víglaš. К témuž prefektorátu patřila též panství V. Bytča a Strečno. Centrální správa všech panství (dominiorum directio celsissimi principis majoratus Esterházyani) se nacházela v Eisenstadtu (Kismartonu) a v čele tohoto ústředního ředitelství stál regent (consiliarius aulicus). Veškeré úřadování až do r. 1848 (ve značné míře do r. 1867) probíhalo v latině. V bouřlivých dobách odboje, kdy Esterházyové byli spojenci Františka II. Rakocziho, hrál Víglaš opět důležitou roli. Za byl hrad přestavěn na hradní zámeček, tehdy došlo také k odstranění vysoké hradní zdi kolem hradu.
V roce 1870 koupil Víglašské panství ve Zvolenské župě (Komitat Sohl) plukovník a uherský poslanec Mikuláš Kiss de Nemeskér (Miklós Pál József János Kiss de Nemeskér), který se stáhl už v roce 1867 z politické kariéry do ústraní a pobýval na svých panstvích ve Francii a Uhersku (Château de Saint-Ange de Villecerf, Víglaš, Göd). Panství po smrti otce v roce 1902 spravoval jeho syn Paul, c. u. k. komoří a státní tajemník při královském maďarském ministerstvu zemědělství (Pál Miklós Dániel Mária Kiss de Nemeskér). Mikuláš Kiss de Nemeskér na svých nově získaných uherských statcích využil získané znalosti a zkušenosti z vyspělé Francie. Na panství Végles založil moderní pily, odkud přepravoval borovicové a bukové dřevo do Itálie výměnou za jižní ovoce. Víglašem procházela od roku 1871 Maďarská královská státní dráha Budapest - Vrútky/Ruttka (Budapest-Fülek-Zólyom-Ruttka) se stanicemi: Krivány-Detva, Detva, Veghles-Szalatna a Nagy-Szalatna, přičemž v Krivány-Detva a Veghles-Szalatna zastavovaly i rychlíky.
V roce 1887 se začala na panství stáčet z pramene u obce Vígľašská Huta-Kalinka léčivá minerální voda, která se rozvážela nejen po tuzemsku, ale putovala v lahvích také do zahraničí (Opatija, Káhira, Chile, Vídeň, Brazílie, Glasgow, Malta, Paříž, Bad Vöslau). Pramen byl pojmenován podle synovy manželky „Vera” (Veraquelle zu Véghles), rozené Szapáry de Szapár. Zdokonalil zemědělství a zavedl výrobu ovčího sýra Roquefort.
V roce 1898 nabídlo ředitelství panství (ředitel Josef Zdeborsky) 10 panských statků o celkové rozloze 10 283 jiter na 12 let do pachtu:
1. Statek Pstruša (Psztrussa): celkem 3 070 jiter půdy (1025 jiter luk, 1126 jiter polí, 860 jiter pastvin, 17 jiter zastavěných ploch a 40 jiter ostatní půdy),
2. Statek Matild (nazvaný po manželce Matild Kiss de Nemeskér): celkem 814 jiter půdy (166 jiter luk, 276 jiter polí, 369 jiter pastvin, ¼ jitra zastavěné půdy, 1 jitro ostatní půdy),
3. Statek Kriváň (Krivány): celkem 960 jiter půdy (56 jiter luk, 198 jiter polí, 703 jiter pastvin, 1 jitro zastavěné půdy, 1 jitro ostatní půdy),
4. Statek Hajniková: celkem 1354 jiter půdy (595 jiter luk, 225 jiter polí, 213 jiter pastvin, 9 jiter zastavěné půdy, 9 jiter ostatní půdy),
5. Statek Húszova: celkem 272 jiter půdy (68 jiter luk, 127 jiter polí, 73 jiter pastvin, 2 jitra ostatní půdy),
6. Statek Zselobuza (Zelibucz): celkem 1 178 jiter půdy (359 jiter luk, 606 jiter polí, 206 jiter pastvin, 6 jiter zastavěné půdy),
7. Statek Zvolenská Slatina (Nagy-Szalatna): celkem 605 jiter půdy (129 jiter luk, 329 jiter polí, 134 jiter pastvin, 8 jiter zastavěné půdy, 3 jitra ostatní půdy),
8. Statek Aladár (nazvaný po bratrovi Aladár Kiss de Nemeskér): celkem 1 093 jiter půdy (210 jiter luk, 346 jiter polí, 536 jiter pastvin),
9. Statek Margit (nazvaný po dceři Margit Kiss de Nemeskér): celkem 622 jiter půdy (38 jiter luk, 133 jiter polí, 430 jiter pastvin),
10. Statek Sándor (nazvaný po synovi Sándor Kiss de Nemeskér): celkem 310 jiter půdy (48 jiter luk, 138 jiter polí, 122 jiter pastvin, ¼ jitra zastavěné půdy, 1 jitro ostatní půdy).
Přičemž bylo ze statku Pstruš 424 jiter, statku Hájniková 208 jiter a Zselobuza 57 jiter luk uměle zavlažováno. Statky mohly být propachtovány jednotlivě nebo v celku. Za úplatu v hotovosti bylo k dispozici 800 kusů tažného dobytka, 200 kusů volů, 100 kusů hřebců, kolem 10 000 ovcí, 200 různých vepřů a taktéž zemědělské stroje a zemědělský inventář.

### Víglašská mlékárna a sýrárna
Největší hospodářský dvůr Pstruša (nyní též přírodní rezervace) s 600 ha polí byl hlavní hospodářskou tepnou panství. Vedle lihovaru se ve dvoře nacházela i mlékárna s výrobou proslulých víglašských ovčích sýrů. Právě na Víglaši začal Siegmund Burkart (* 4. května 1848 Kremnica - † 30. července 1904, Himberg u Vídně), dvorní dodavatel a člen dozorčí rady c. k. sýrařské školy ve vorarlberském Dorenu (k.u.k. Käsereischule Doren) jako první v Rakousko-Uhersku vyrábět imitaci francouzského plísňového ovčího sýra Roquefortu. Za podpory královského maďarského ministerstva zemědělství zřídil v roce 1894 na Pstruši Roquefort-sýrárnu (Roquefortkäserei) s velkým jeskynním sklepem (později zděným s lednicí), k čemuž nechal dovést z francouzské krasové náhorní plošiny Causse du Larzac tamní ovčí plemeno (Larzac-Schafe). Později se vyráběla i místní tradiční brynza (Brinsenkäse). Vedle francouzského ovčího plemene se chovalo i vorarlberské montafonské plemeno krav (Montafon). V roce 1897 byl sýrařské firmě Siegmund & Corne Burkart ve Víglaši (Veghles) se sídlem ve Vídni na Hernalser Hauptstraße čp. 8 jako první v sýrařském oboru propůjčen titul c. k. dvorní dodavatel (k. u. k. Hoflieferant).
Z cizích napodobenin sýrů zasáhla na salašnickou Slovač výroba roquefortu, když vídeňská firma Burckartova pronajala od viglešského panstva (zvolenská župa) ovčí mléko na více let a vyráběla roqueforty v množství 80-100 metr. centů ročně.
Venkov, 16.08.1919
V roce 1905 získal zámek i s panstvím arcivévoda Bedřich Habsburský. V 19. století probíhaly ještě četné stavební adaptace (pouze na severovýchodní straně zůstal hradní vzhled Víglaše zachován). Před pozemkovou reformou patřilo k víglašskému velkostatku přibližně 24 334 ha půdy, z čehož připadalo na lesy 19 866 ha, na pole, zahrady, louky a pastviny 962 ha a 377 ha půdy neplodné. Panství bylo spravováno samostatným ředitelstvím pro Slovensko.

### Víglašský archiv
Pokročilá administrativa esterházyovských statků schraňovala staré spisy (tzv. »documenta«). Když 16. května 1747 odevzdával vysloužilý provisor (správce) panství Jan Husar úřad svému nástupci Ignátu Prausovi, byl sepsán inventář víglašského archivu, z něhož bylo patrno, že nejstarší uložené spisy pocházely z r. 1282, r. 1300, r. 1479, r. 1564, r. 1581 a r. 1600. V roce 1769 měl archiv 146 inventárních čísel, v roce 1789 již 379 a v roce 1797 už 1086 čísel. Od roku 1809 do roku 1849 byly vedeny latinské podací protokoly s indexy. Pro celé období patrimoniální správy byl veden archiv v latině.
Vedle spisů patrimoniální registratury se v archivu nalézal také obšírný urbář z roku 1722, dále soudní knihy od roku 1720, obsahující zprávy z projednávání jednotlivých soudních procesů před panskou soudní stolicí (např. i ze slovenských obcí pod Polanou - Očová, Detva, Hriňová, Zvolenská Slatina, Hrochoť, Stožok, Kalinka). Vzhledem k tomu, že víglašské panství bylo spravováno stejným inspektorátem jako panství Velká Bytča a Strečno, nacházely se v archivu na Víglaši, kde bývalo sídlo inspektora, i cenné prameny k dějinám těchto dvou slovenských panství. Dále obsahoval i korespondenci esterházyovských vysokých úředníků, dokládající i jejich značný vliv na politický vývoj Uher. Při vpádu maďarských bolševiků na Slovensko v roce 1919 se stal Víglašský zámek jako význačný strategický bod místem bojů. Bolševici tehdy Víglaš obsadili a tehdejšímu řediteli panství Gruberovi se podařilo archiv až na malé výjimky zachránit.

### Československo - zestátnění
Zákonem ze dne 12. srpna 1921 č. 354/1921 Sb. o převzetí statků a majetku, připadlých podle mírových smluv československému státu, nabyl Československý stát všech statků a jmění rakouského státu a habsburské panovnické rodiny na území ČSR. К dosavadním státním lesům a statkům byly pak přičleněny velkostatky: Zákupy, Ostrov u Karl. Varů, Židlochovice na Moravě, Frýdek a Těšín, Vigláš a Topoľčianky. Víglašské panství pak převzalo od Ministerstva zemědělství Ředitelství státních lesů a statků v Praze.
Pronájem honitby. Honitba Hriňová ve výměře asi 8.000 ha na velkostatku Viglaš (Slovensko) pronajme se na dobu 6 let poč. 1. zářím 1921. Písemné nabídky dlužno podati ministerstvu zemědělství odbor VII., Mostecká ul. č. 15, do 20. září 10. hodiny dopoledne, kde jsou podmínky pronájmu k nahlédnutí vyloženy. V nabídce budiž výslovně uvedeno, že oferent podmínky zná a že se jim podrobuje.
Venkov, 17.09.1921
Po zřízení Československých státních lesů a statků byla v roce 1924 na Víglaši ustavena vrchní správa státních lesů a statků, podléhající ředitelství státních lesů a statků v Žarnovici. Od května roku 1925 byl víglašský velkostatek rozdělen na čtyři nové správní útvary: správu státních statků, správu státních lesů ve Slatině, správu státních lesů ve Víglaši a správu státních lesů v Kriváň-Detvě, první tři správy sídlily na Víglaši, čtvrtá v Kriváň-Detvě.
Přesto byla značná část bývalého velkostatku rozparcelována, zůstalo při správě státních statků ve Víglaši ještě pět dvorů ve státní režii. Plemeno montafonského skotu bylo postupně zaměněno za červenostrakaté bernskohanácké a byl zaveden chov vepřů, pro který byl zřízen zvláštní dvorec, separovaný od ostatních hospodářských budov. Název víglašského sýra byl upraven na „Víglašský sýr à la Roquefort” a byl prodáván prostřednictvím Správy státních statků ve Víglaši. Patrimoniální archiv a hospodářskou registraturu bývalého víglašské panství převzal archiv státních lesů a statků na Víglaši pod správou Čsl. státním archivem zemědělským v Praze, který jej v roce 1934 provizorně skladoval ve dvou klenutých místnostech v přízemí zámku.
Tam v kraji, kde v červnu r. 1919 bolševickým vpádem vše bylo rozebráno, co nezachránilo se transportem do Čech, dobře jsme viděli, co zmůže pevná vůle, jak zakrátko dá se restaurovati celý podnik jako je velkostatek viglašský. Spatřili jsme vzorné dvory, v nichž v čistém chovu držen je dobytek montafonský a algávský. Na horských pak pastvinách pasou se stáda ovčí rasy cigaja, křížené dnes s ovcemi východofrískými. Specialitou velkostatku viglašského je výroba sýru Roquefortu ve dvoře Pstruži. Díky panu řediteli velkostatku, byli jsme přítomni celému postupu výroby dojením ovcí počínaje a balením hotového produktu konče. Mimořádně uměle zavodňovaná luka, shlédli jsme i lihovar, v němž výrobě lihu z kukuřice byli jsme přítomni.
Venkov, 05.07.1921
Samotný zámek na konci 2. světové války z velké části vyhořel. Po rozdělení Československých státních lesů a statků v roce 1949 na státní lesy a státní statky bylo při Státním statku Víglaš zřízeno internátní ústřední zemědělské učiliště pro školení zemědělských kádrů z řad dělníků a drobných rolníků s pětiměsíční výukou. Státní statek se specializoval na chov simentálského a pingavského skotu, dále pak plemeno ovcí cigaja.